# Terragnolo
Terragnolo település Olaszországban, Trento megyében. Lakosainak száma 707 fő (2023. január 1.). Terragnolo Folgaria, Laghi, Trambileno, Posina és Rovereto községekkel határos.

## Népesség
A település népességének változása:
| Lakosok száma | 705  | 714  | 707  |
|               | 2017 | 2018 | 2023 |